# 西薩摩亞火山列表
本列表列出西薩摩亞的活火山與死火山。

## 火山
| 名稱     | 海拔 | 海拔 | 位置                                        | 最近爆發 |
| 名稱     | 公尺 | 英尺 | 經緯度                                      | 最近爆發 |
| 薩花夷島 | 1858 | 6096 | 13°36′43″S 172°31′30″W / 13.612°S 172.525°W | 1911     |
| 烏波盧島 | 1100 | 3609 | 13°56′06″S 171°43′12″W / 13.935°S 171.72°W  | 全新世   |